# Oncocnemis eberti
Oncocnemis eberti är en fjärilsart som beskrevs av Ramon Agenjo Cecilia 1984. Oncocnemis eberti ingår i släktet Oncocnemis och familjen nattflyn. Inga underarter finns listade i Catalogue of Life.